# Feuille d'exposition
La feuille d'exposition est un outil de l'animation décrivant pour chaque plan d'un film, image par image, les décors, objets ou dessin et leur ordonnancement, ainsi que les bruitages et dialogues accompagnant le plan.
La feuille d'exposition est généralement décomposée en lignes, chaque ligne représentant une image durant plus ou moins longtemps, selon la fréquence du film (8, 12, 16, 24, 25 ou 30 images par seconde dans les cas les plus courants).
Elle permet aux animateurs de donner des références au preneur de vue afin qu'il puisse connaître les différentes images à utiliser ainsi que leur ordre lors de la prise de vue.
L'ingénieur du son ou le monteur la suivent également afin de synchroniser les sons avec la prise de vue.
Il n'y a pas de format standard de feuille d'exposition, cependant on retrouve la plupart du temps les mêmes informations.

## En informatique
Les outils informatiques dédiés à l'animation reportent cette feuille d'exposition de différentes façons.

## Techniques traditionnelles
Dans les techniques traditionnelles de prise de vue (animation en volume, dessin animé traditionnel, etc.), ou en animation numérique ou les dessins sont faits image par image, il y aura n lignes par seconde en fonction de la cadence de l'animation.

## Animation numérique vectorielle
En imagerie de synthèse, que ce soit en trois dimensions ou en deux dimensions vectorielles, où les phases intermédiaires seront calculées numériquement, la technique consistera le plus souvent à mettre des points clés dans une échelle de temps également vectorielle, l'ordinateur recalculant l'interpolation au moment de la sortie de la composition.
Certains programmes d'animation permettent également de déplacer, tourner et zoomer vectoriellement des objets constitués de séquences animés par image. C'est le cas par exemple, lorsque, pour la marche d'un personnage, les étapes d'un pas sont dessinés image par image à l'aide d'un crayon (numérique ou non), puis le pas recopié et déplacé numériquement.
Pour chaque clé ou image, il faut décrire un nombre important d'éléments par « acteur » du plan. Position, orientation, ordre dans le plan, ainsi que d'autres caractéristiques qui seront dépendantes de la technique utilisée.